# Eric Gustaf Lindström
Eric Gustaf Lindström, född den 18 september 1792 i Göteborg, död där den 29 november 1865, var en svensk köpman och kommunalman, far till Julius Lindström.

## Biografi
Lindström grundade 1826 snus- och tobaksfirman Lindström & Brattberg i sin hemstad. Det stora förtroende Lindström som enskild köpman förvärvat medförde för honom en ständigt ökad mängd av allmänna uppdrag, vilka han med nit och kraft fullgjorde, och han har lämnat spår av sin verksamhet i många allmännyttiga inrättningar. Bland dessa kan nämnas folkskolorna samt arbetarbostäderna och arbetsinrättningen, vilkas grundläggare han var. 
Han var dessutom styrelsemedlem i många institutioner samt medlem av stadsfullmäktige från dess införande. Lindström var representant för Borgarståndet i Göteborg vid Riksdagen 1844–1845 samt även vid Riksdagen 1847–1848 och utsågs vid båda till utskottsmedlem. Som riksdagsman tillhörde han det liberala partiet och verkade för järnvägarnas införande i Sverige.

## Bilder

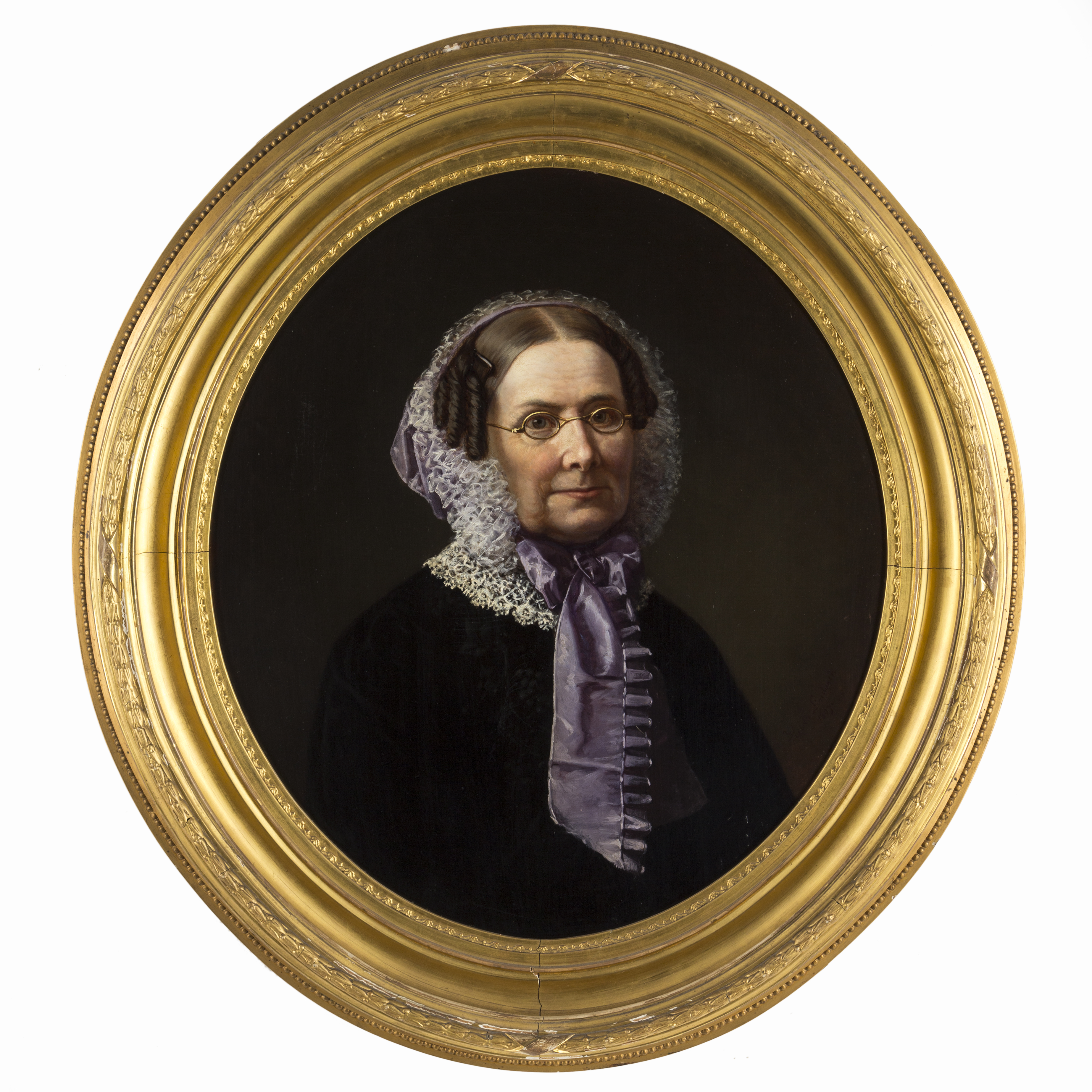
Porträtt av Lindströms hustru, Carolina Johanna Linderoth (1792–1864), avporträtterad 1867 av Hilda Lindgren.